# Уббо-Сатла
Уббо-Сатла (англ. Ubbo-Satla), также Уббо-Сатхла — вымышленное божество в «Мифах Ктулху», которое создал американский писатель в жанре ужасов Кларк Эштон Смит, а позже часто упоминал его в своем «Гиперборейском цикле». Впервые был представлен в рассказе Смита «Уббо-Сатла» (англ. Ubbo-Satla), опубликованном в журнале «Weird Tales» за июнь 1933 года. Позже Август Дерлет включил божество Смита в «Мифы Ктулху».

## Уббо-Сатла в творчестве Смита
Уббо-Сатла носит титулы: «Нерожденный Источник», «Демиург». Безликое божество, огромная масса протоплазмы, обитающая в гроте глубоко под землей, в освещённом серым светом Й’каа (Y’qaa) (или, возможно, под горой Вурмитадрет). Обладает чудовищной плодовитостью, спонтанно порождая первобытные одноклеточные организмы, непрерывно вытекающие из его бесформенной массы. Охраняет набор каменных табличек, которые, как считается, содержат знания Старших Богов. Таблички разыскивались колдунами, хотя ни одному колдуну ещё не удалось их заполучить.

В рассказе «Уббо-Сатла» (1933) мужчина находит кристалл Зон Меззамалех (англ. Zon Mezzamalech), что переносит его в прошлое, пока тот не сталкивается с существом породившим все на Земле:
Там, в сумеречном начале Земли, среди ила и водяных испарений покоилась бесформенная масса — Уббо-Сатла. Не имея ни головы, ни органов, ни конечностей, он неспешным, бесконечным потоком исторгал из своей слизистой туши первых амеб — прообразы земной жизни. Ужасное было бы зрелище — если бы нашлось кому видеть этот ужас; отвратительная картина — кабы было кому испытывать отвращение. А повсюду вокруг лежали плашмя или торчали в трясине великие скрижали из звездного камня, с записями о непостижимой мудрости предсущных богов.
Мудрецы говорят, что Уббо-Сатла породил прототипы всех форм жизни на Земле, хотя все, к чему прикасаются его ложноножки, сразу лишается жизни. Уббо-Сатла суждено когда-нибудь вновь поглотить все живое на Земле.
Существует множество противоречивых историй о происхождении Уббо-Сатлы. Было сказано, что эоны назад, когда наш мир находился в альтернативной вселенной, Старшие Боги создали Азатота и Уббо-Сатлу, чтобы они были их рабами. Уббо-Сатла восстал против своих создателей, используя украденные у них знания, чтобы отправить себя и Землю в это измерение. Во время последовавшей битвы Старшие Боги захватили Уббо-Сатла и сделали его безмозглым (хотя некоторые утверждают, что он был таким с самого начала), как они якобы поступили и с Азатотом. Другие мифы утверждают, что Уббо-Сатла был творением Старцев, которые изначально использовали его для создания своих шогготов. Возможно, Уббо-Сатла вступил в союз с Великими Древними, когда они спустились со звёзд и помогли им в их замыслах. Некоторые из Великих Древних, такие как Ниогта и Зучекон, похоже, возникли на этой планете, и они могут быть порождениями Уббо-Сатла.

### Культ
Уббо-Сатла был мало известен в Гиперборее. Обитает в залитом серым светом Й’каа (англ. Y’qaa) под горой Воормитадрет (англ. Voormithadreth). Все колдуны, которые взывали к нему, погибали так же, как Зон Меззамалех.

## Уббо-Сатла в творчестве других писателей
Возможно, он породил ещё одного из обитателей недр, — существо Абхот, чья форма и природа очень похожи. Это сходство побудило некоторых авторов предположить, что Уббо-Сатла и Абхот — одно и то же существо, рассматриваемое в разные эпохи под разными именами. Цивилизация Вурмис в Гиперборее поклонялись Уббо-Сатла, а более поздние гиперборейцы из отвращения могли переименовать бога их предков в Абхота.